# Rogeria manni
Rogeria manni é uma espécie de formiga do gênero Rogeria, pertencente à subfamília Myrmicinae.